# Acheron Fossae
Das Grabensystem Acheron Fossae (die Gräben des Acheron) befindet sich etwa tausend Kilometer nördlich von Olympus Mons, dem größten Vulkan auf dem Mars. Zwischen etwa 35 und 40 Grad nördlicher Breite und 220 bis 230 Grad östlicher Länge bildet hier ein mehrere Kilometer hohes, wie eine umgekehrt liegende Mondsichel geformtes Gebirgsmassiv die nördliche Grenze des Marshochlandes. 